# NGC 7462
NGC 7462 (również PGC 70324) – galaktyka spiralna z poprzeczką (SBbc), znajdująca się w gwiazdozbiorze Żurawia. Odkrył ją John Herschel 5 września 1834 roku.

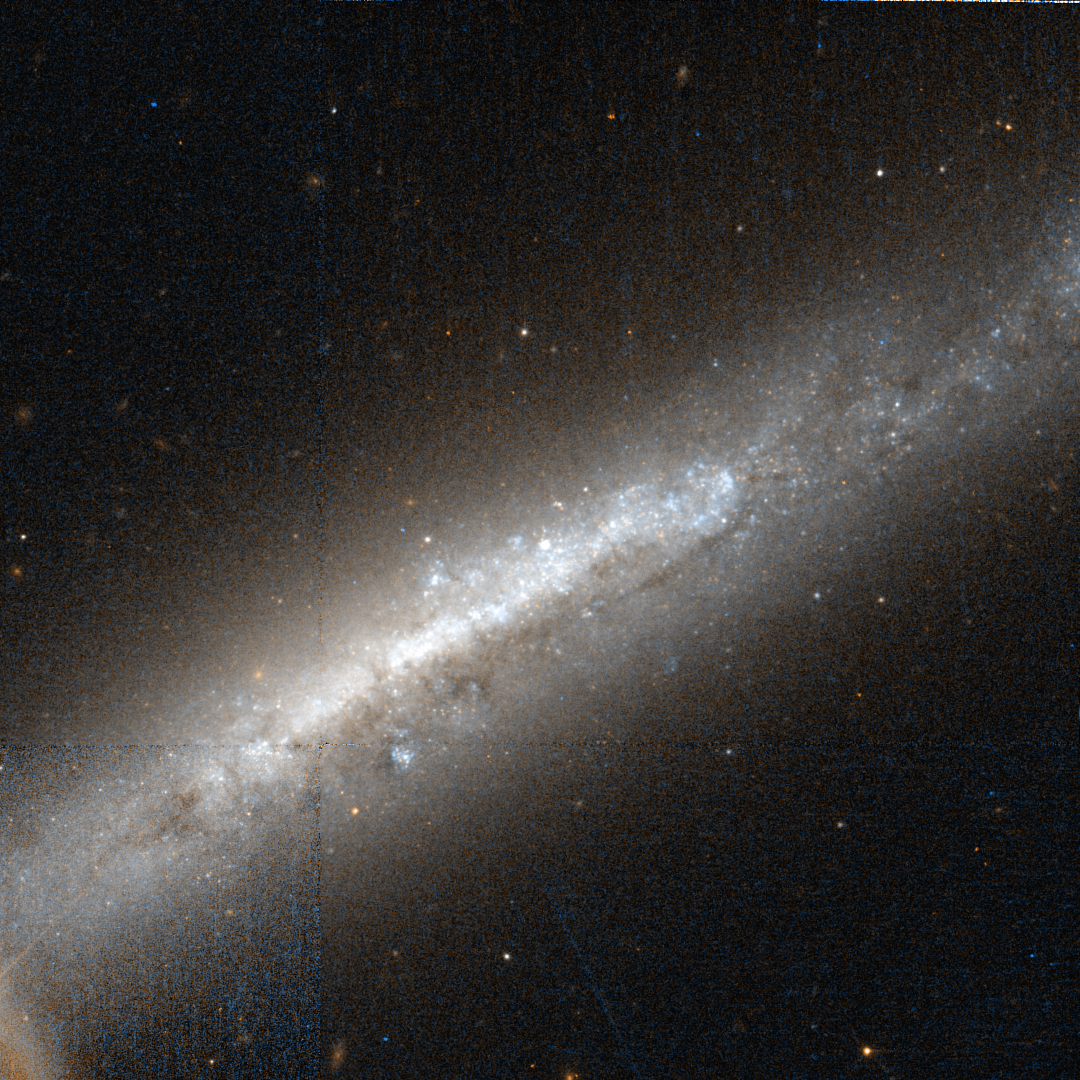
NGC 7462 na zdjęciu z teleskopu Hubble’a